# O bucată de pâine
O bucată de pâine este un film românesc din 1984 regizat de Wilhelm Windhab. Rolurile principale au fost interpretate de actorii Ovidiu Molovan, Mircea Anghelescu, Romeo Pop.

## Distribuție
Distribuția filmului este alcătuită din:
- Mircea Anghelescu — Bătrânul
- Dan Ivănescu — Soldatul
- Emil Mureșan — Marinarul
- Alexandru Georgescu — Deținutul
- Ovidiu Moldovan — Paul
- Romeo Pop — Bărbatul